# Nickelodeon (Reino Unido e Irlanda)
Nickelodeon (comúnmente abreviado como Nick) es un canal de televisión por suscripción británico dirigida a niños de 5 a 14 años.
El 1 de septiembre de 1993, se lanzó una versión localizada del canal estadounidense en el Reino Unido y se lanzó en una fecha posterior en Irlanda. En el Reino Unido, el canal está disponible en Sky, Virgin Media y TalkTalk Plus TV. En Irlanda, el canal está disponible en Virgin Media Ireland, Eir TV y Sky Ireland. Es el primer feed de Nickelodeon lanzado en el extranjero.

## Historia
Nickelodeon se lanzó en el Reino Unido el 1 de septiembre de 1993 exclusivamente en Sky como parte del paquete Sky Multichannels, originalmente al aire durante 12 horas de 7 am a 7 pm.  y mostrando tanto dibujos animados como series de acción en vivo. La primera caricatura fue James the Cat. Nick@Nite fue tambien planeado para el 1994 antes, pero nunca implementado;  Fuera del aire, Nickelodeon transmitiría logotipos estáticos, programaría información y teletexto. A partir de noviembre de 1995, comenzó a compartir tiempo con Paramount Channel.
La versión británica de Nick Jr. también se lanzó el primer día del canal, transmitiendo durante el horario escolar. La presentación en vivo siguió en 1994, con la marca Nick Alive!. En 1996, Nickelodeon llegó a un acuerdo con CBBC para mostrar un bloque de programas de CBBC una hora antes y una hora después de Nick Jr., llamado CBBC on Nickelodeon. Este bloqueo duró hasta 1999. Nick Jr. fue sacado del canal principal en julio de 2000, luego de lanzar su propio canal el año anterior y el aumento de suscriptores a Sky Digital y cable.
Para agosto de 1997, Nickelodeon comenzó a registrarse a las 6 am. Cuando se lanzó Sky Digital en 1998, estaba en la programación original de canales en Astra 2A, y ahora se transmite desde las 6 a. m. hasta las 10 p. m.  Sin embargo, los servicios de cable analógico y satélite analógico continuaron cerrando el canal a las 7 pm todos los días hasta que Nickelodeon cerró el satélite analógico el 30 de abril de 2001. Nicktoons se lanzó en el Reino Unido e Irlanda en julio de 2002.
Durante los finales de 2004, Telewest no pudo llegar a un acuerdo para transmitir Nickelodeon, Nicktoons y Nick Jr. en sus servicios después de 2005 y los canales fueron eliminados de Telewest el 17 de diciembre. lo que llevó a que muchos clientes de Telewest se fueran a Sky y NTL, mientras que Telewest ofreció una actualización gratuita a Disney Channel o para Sky Cinema para evitar la pérdida de clientes. Sin embargo, al año siguiente, Nickelodeon renegoció con éxito con Telewest y se restauraron los canales.
El 15 de febrero de 2010, Nickelodeon adoptó el cambio de marca mundial. El TeenNick bloque también adoptó la identidad del canal estadounidense. El 30 de abril de 2010, Nicktoons y Nick Jr. adoptaron sus logotipos de cambio de marca.
Nickelodeon HD se lanzó en octubre de 2010 en Sky. Más tarde, fue recogido por Virgin Media.
Desde el 1 de enero de 2019, emite durante las 24 horas del día.
El 31 de octubre de 2022, Sky vendió su participación en Nickelodeon UK, incluido Nickelodeon, a Paramount.

## Propiedad
Las operaciones de Nickelodeon en el Reino Unido eran propiedad de Nickelodeon UK Ltd., que originalmente operaba como una empresa conjunta 50-50 entre MTV Networks International y Kidsprog Ltd., una subsidiaria de BSkyB formada únicamente para el lanzamiento del canal. Para 2005-2006, la participación se modificó, por lo que MNA poseía el 60% y Sky el 40%.
El 31 de octubre de 2022, Sky vendió su participación en Nickelodeon UK Ltd. a Paramount International Networks, lo que significa que ahora tienen el control total. La venta de la participación fue para que Sky pudiera ingresar al mercado infantil por su cuenta con el lanzamiento de una red independiente Sky Kids, lo que no se les permitió hacer debido a Nickelodeon proyecto conjunto.

## Canales subsidiarios y hermanos

### Nick Jr.
Nick Jr. apareció por primera vez en el Reino Unido e Irlanda el 1 de septiembre de 1993, entre las 9 am y las 12 pm de lunes a viernes en días escolares en el canal principal de Nickelodeon UK. Pronto se bifurcó a las 10 am - 2:30 pm.  En julio de 1999 se anunció que Nick Jr tendría su propio canal. y se lanzó como un canal independiente de 14 horas (inicialmente 13) en televisión de pago analógica y digital el 1 de septiembre de 1999 y posteriormente, el bloque se eliminó de Nickelodeon en julio de 2000 (pero se reintrodujo poco después en 2005). Nick Jr. originalmente compartió tiempo con MTV Dance cuando ese canal se lanzó a principios de 2001, aunque esto cesó hace algún tiempo, con MTV Dance funcionando 24 horas desde entonces. El propio Nick Jr. ha transmitido durante 24 horas desde 2010.

### Nick Jr. Too
El 24 de abril de 2006, Nick Jr. Too se lanzó con el nombre de Nick Jr. 2. Transmite programas de Nick Jr. en un horario diferente al del canal principal de Nick Jr.  Ha transmitido durante 24 horas desde 2015.
A Nick Jr. Too se le cambia el nombre a veces como Nick Jr. Peppa y Nick Jr. Paw Patrol.

### Nicktoons
El 12 de octubre de 2004, se lanzó Nicktoons, transmitiendo así como otras caricaturas, durante todo el día. Ha emitido durante 24 horas desde el 1 de enero de 2019.
En septiembre de 2022, el canal cambió su nombre a Nick SpongeBob, transmitiendo SpongeBob SquarePants y The Patrick Star Show, luego, en octubre de 2022, Nick SpongeBob cambió a Nick Horrid Henry, solo  transmitiendo Horrid Henry, luego volvió a cambiar a Nicktoons en noviembre de 2022.
Nicktoons UK transmite principalmente programación importada de la red estadounidense.  It's Pony (2020-2022) se creó en el Reino Unido, pero se produjo para el canal estadounidense y se estrenó primero en el mercado estadounidense.

### Nick +1, Nicktoons Replay y Nick Jr. +1
El 1 de septiembre de 1999, se lanzó inicialmente en Sky un canal timeshift de Nickelodeon de una hora. Está disponible en Sky 620, Virgin Media Ireland 605 y Virgin Media 713. El canal se lanzó originalmente como Nick Replay pero fue renombrado como Nick +1 el 2 de octubre de 2012.
Un cambio de tiempo de una hora de Nicktoons, Nicktoons Replay, también estaba disponible en el canal 630 de Sky. El canal de cambio de tiempo reemplazó al Nicktoons canal hermano derivado Nicktoonsters.
Nick Jr. +1 se lanzó el 2 de octubre de 2012, reemplazando a Nicktoons Replay, que cerró el día anterior. El canal de Timeshift está disponible en el espacio anterior de Nicktoons Replay.

### Nickelodeon Irlanda
En 2004, el canal lanzó una fuente de publicidad irlandesa para Nickelodeon.
En 2006 se lanzó una fuente irlandesa para Nick Jr. El 13 de septiembre de 2012, se anunció que Sky lanzaría una fuente irlandesa de NickToons el 16 de octubre de 2012.

### Nicktoonsters
El 18 de agosto de 2008, se lanzó Nicktoonsters.  Su licencia apareció por primera vez en el sitio web de Ofcom en septiembre de 2007 (inicialmente llamado "Nicktoons 2" y cambió a Nicktoonsters el 3 de julio de 2008). El canal cerró el 31 de julio de 2009 y al día siguiente fue reemplazado por Nicktoons Replay.

## Programación
A lo largo de los años, la red ha producido series que incluyen Genie in the House (2006–2009), Summer in Transylvania (2010–2012), Goldie's Oldies (2021) y  Overlord y los Underwoods (2021-).  Aparte de la programación de continuidad local que incluye Nickelodeon UK Kids' Choice Awards, Nickelodeon Kids' Choice Awards Abu Dhabi, Nickelodeon Slimetime UK, Slimetime UK, Camp Orange y Nickelodeon Slimefest, Nickelodeon UK principalmente  transmite programación importada de la red estadounidense.  House of Anubis (2011-2013) se crearon en el Reino Unido, pero se produjeron para el canal estadounidense y se estrenaron primero en el mercado estadounidense.

## Kids' Choice Awards
Tradicionalmente, los Kids' Choice Awards en el Reino Unido e Irlanda antes de 2007 incluían solo una transmisión de la ceremonia original de los EE. UU. A partir de entonces, Nickelodeon Reino Unido celebró una ceremonia completa durante dos años en 2007 y 2008 que incluyó una lista de categorías completamente local y se llevó a cabo en el ExCeL London. En 2009 no se llevó a cabo ninguna ceremonia ni se otorgaron premios específicos del Reino Unido después de los recortes presupuestarios de la cadena, y desde 2010 solo unas pocas categorías locales son votadas por niños en el Reino Unido e Irlanda, que los presentadores de Nickelodeon otorgan cada año como continuidad durante la emisión del programa. Ceremonia americana con un día de retraso.

## Nickelodeon Land
Nickelodeon Land es una sección del complejo Blackpool Pleasure Beach en Blackpool, que es un sección del parque con atracciones y recuerdos temáticos de Nickelodeon.  La sección Nickelodeon Land del parque abrió sus puertas en abril de 2011.